# Kalhotková role

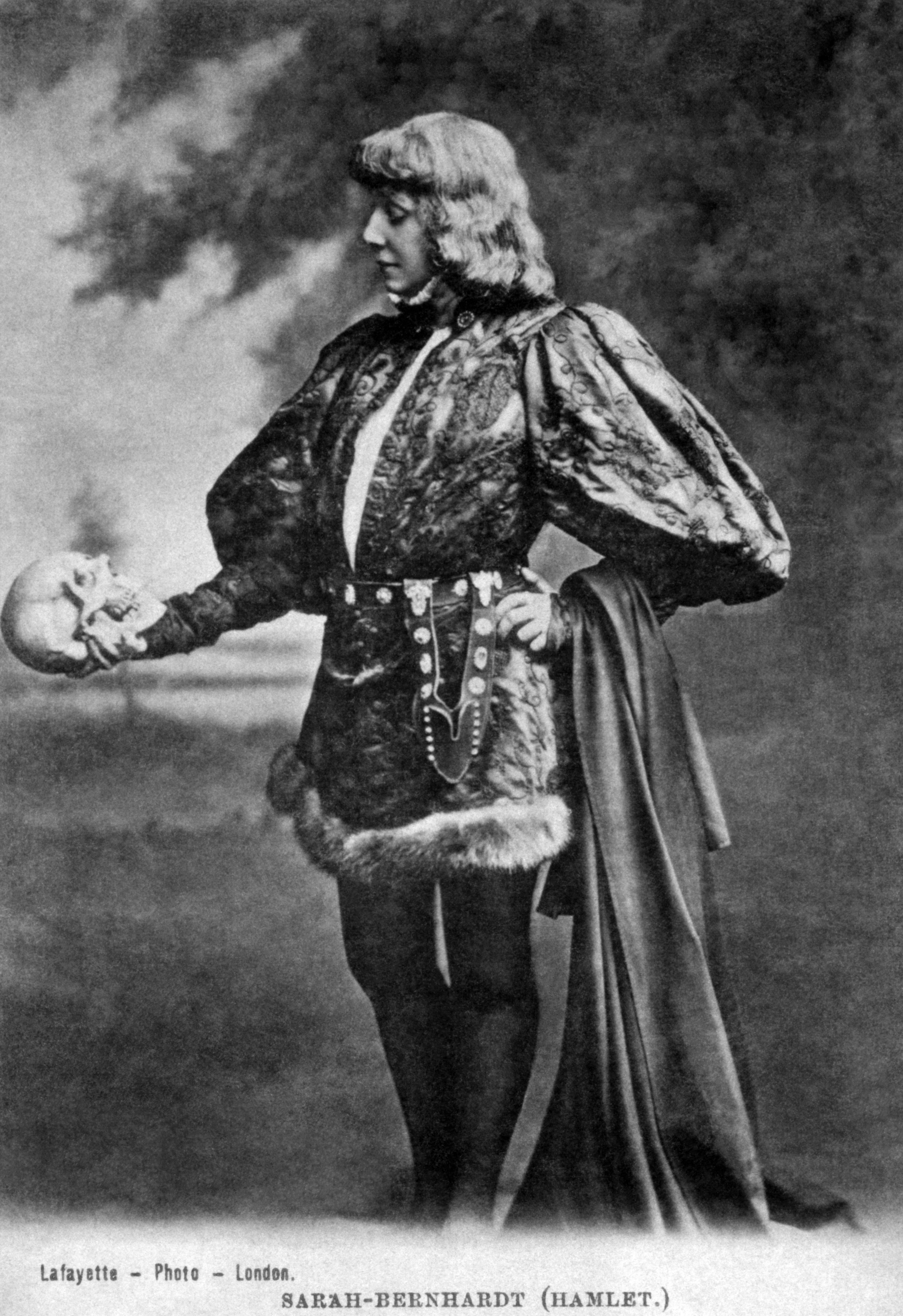
Sarah Bernhardt jako Hamlet

Kalhotková role (v mezinárodním prostředí, zvláště ve Francii, rôle travesti, en travesti, travesti či travesty) je divadelní termín, který označuje herce, kteří hrají roli opačného pohlaví (tj. pokud muž hraje ženskou roli nebo žena roli mužskou), zejména v operách. Označení „kalhotkové role“ pro role druhého typu, tj. pokud žena hraje muže, je rozšířeno v českém divadelním prostředí. V němčině se pro takové role používá výraz Hosenrolle.
Ze společenských důvodů hráli muži ženské role již v antickém Řecku a Římě. Bylo tomu proto, že ženy měly až do pozdní renesance zakázáno vstupovat na jeviště. V barokním období již ženy divadlo hrály, avšak některé role byly záměrně psány právě jako rôle travesti.

## Příklady z operního repertoáru
- Claudio Monteverdi: Korunovace Poppey – Nero
- Jean-Baptiste Lully: Proserpine – Svár
- Jean-Baptiste Lully: Alcesta aneb Triumf Alcidy – Alecton
- Jean-Philippe Rameau: Platée – Platée
- Wolfgang Amadeus Mozart: Figarova svatba – Cherubín
- Giacomo Meyerbeer: Hugenoti – Urbain
- Giuseppe Verdi: Maškarní ples – Oskar
- Bedřich Smetana: Čertova stěna – Záviš
- Antonín Dvořák: Rusalka – Kuchtík
- Richard Strauss: Růžový kavalír – Oktavián
- Richard Strauss: Ariadna na Naxu – Skladatel
- Sergej Prokofjev: Láska ke třem pomerančům – Kuchařka
- Leoš Janáček: Z mrtvého domu – Aljeja